# Paul Davis (voile)
Pour les articles homonymes, voir Paul Davis et Davis.
Paul Davis est un skipper norvégien né le 10 février 1958 à Toronto au Canada.

## Carrière
Paul Davis obtient une médaille de bronze olympique de voile en classe Soling aux Jeux olympiques d'été de 2000 de Sydney.